# Genay (Métropole de Lyon)
Genay ist eine französische Gemeinde mit 5632 Einwohnern (Stand: 1. Januar 2022) in der Métropole de Lyon in der Region Auvergne-Rhône-Alpes. Genay gehört zum Arrondissement Lyon und bis 2015 zum Kanton Neuville-sur-Saône. Die Einwohner werden Ganathain genannt.

## Geographie
Genay liegt im Norden der Métropole de Lyon an der Grenze zum Département Ain. Die Saône begrenzt die Gemeinde im Osten. Umgeben wird Genay von den Nachbargemeinden Massieux im Norden, Civrieux im Nordosten und Osten, Montanay im Südosten, Neuville-sur-Saône im Süden sowie Saint-Germain-au-Mont-d’Or im Westen.
Durch die Gemeinde führt die Autoroute A 46.

## Geschichte
Vor der Französischen Revolution war Genay die Hauptstadt der Provinz Franc-Lyonnais.

### Bevölkerungsentwicklung
| Jahr                       | 1962 | 1968 | 1975 | 1982 | 1990 | 1999 | 2006 | 2011 |
| Einwohner                  | 1458 | 1825 | 2359 | 3544 | 4029 | 4657 | 4726 | 5115 |
| Quellen: Cassini und INSEE |      |      |      |      |      |      |      |      |

## Sehenswürdigkeiten
- Fortin du Genay: eine turmförmige Befestigung aus dem 13. Jahrhundert, zum Schutz der Kirche aus dem 10. Jahrhundert errichtet
- Kirche Sainte-Madeleine mit Glasmalereien von Augustin Burlet